# آینه (ترانه لیل وین)
«آینه» (به انگلیسی: Mirror) ترانه‌ای از خواننده رپ آمریکایی لیل وین است که به همراه آن برونو مارس خواننده و آهنگساز آمریکایی حضور دارد. این ترانه در ۱۳ سپتامبر ۲۰۱۱ توسط یانگ مانی انترتینمنت، کش مانی رکوردز و ریپابلیک رکوردز منتشر شد. لیل وین این ترانه را برای اولین بار در حین تور کنسرتش در استرالیا اجرا کرد.